# Esqui aquático nos Jogos Mundiais de 2009
As competições de esqui aquático nos Jogos Mundiais de 2009 ocorreram entre 22 e 26 de julho na Represa de Lotus. Seis eventos foram disputados.

## Quadro de medalhas
| Ordem | País           | Medalha de ouro | Medalha de prata | Medalha de bronze |    |
| ----- | -------------- | --------------- | ---------------- | ----------------- | -- |
| 1     | Estados Unidos | 4               | 2                | 2                 | 8  |
| 2     | Bélgica        | 1               |                  |                   | 1  |
| 2     | Chile          | 1               |                  |                   | 1  |
| 4     | Austrália      |                 | 1                |                   | 1  |
| 4     | Canadá         |                 | 1                |                   | 1  |
| 4     | França         |                 | 1                |                   | 1  |
| 4     | África do Sul  |                 | 1                |                   | 1  |
| 8     | Grã-Bretanha   |                 |                  | 1                 | 1  |
| 8     | Japão          |                 |                  | 1                 | 1  |
| 8     | Eslováquia     |                 |                  | 1                 | 1  |
| 8     | Tailândia      |                 |                  | 1                 | 1  |
| TOTAL | TOTAL          | 6               | 6                | 6                 | 18 |

## Medalhistas
| Evento                         | Ouro                 | Prata                   | Bronze               |
| Torneio masculino (detalhes)   | CHI Rodrigo Arellano | USA Storm Selsor        | SVK Martin Bartalsky |
| Torneio feminino (detalhes)    | BEL Kate Adriaensen  | CHI Manon Costard       | USA Caroline Hensley |
| Wakeboard masculino (detalhes) | USA Andrew Adkison   | CAN Kyle Rattray        | THA Padiwat Jaemjan  |
| Wakeboard feminino (detalhes)  | USA Dallas Friday    | USA Raimi Meritt        | JPN Miku Asai        |
| Barefoot masculino (detalhes)  | USA Keith St. Onge   | RSA Heinrick Sam        | GBR David Luke Small |
| Barefoot feminino (detalhes)   | USA Elaine Heller    | AUS Ashleigh Stebbeings | USA Shannon Heller   |